# Carol Nakamura
Ana Carolina Soares Nakamura (Río de Janeiro, 9 de mayo de 1983) conocida popularmente como Carol Nakamura, es una modelo, actriz y presentadora de televisión brasileña.

## Carrera
Durante doce años Nakamura fue miembro del popular programa de televisión brasileño Domingão do Faustão. Comenzó a mediados de la década de 2000 como bailarina de ballet en el programa y finalmente se convirtió en una de las presentadoras con Fausto Silva. Nakamura dejó el programa en abril de 2016 cuando fue contratada por Globo TV y decidió cambiar su enfoque a la actuación. En septiembre de 2016 Nakamura regresó al programa como juez.
Nakamura interpretó a Hiromi en la telenovela brasileña Sol Nascente, que contenía una trama secundaria centrada en la sociedad brasileño-japonesa. Además del baile y la televisión, Nakamura también es actriz de teatro y participa en varias producciones. Hizo su debut en las tablas en una comedia en septiembre de 2017.

## Filmografía

### Televisión
| Año       | Título              | Rol                  |
| --------- | ------------------- | -------------------- |
| 2004-2016 | Domingão do Faustão | Ella misma           |
| 2015      | Saltibum            | Ella misma           |
| 2016      | Sol Nascente        | Hiromi Tanaka (Hirô) |

### Teatro
| Año  | Obra             | Rol   |
| ---- | ---------------- | ----- |
| 2009 | A Bela e a Fera  | Bela  |
| 2012 | Pista Falsa      |       |
| 2016 | Paixão de Cristo | María |